# リーマン・フルヴィッツの公式
数学では、ベルンハルト・リーマン(Bernhard Riemann)とアドルフ・フルヴィッツ(Adolf Hurwitz)の名前の付いたリーマン・フルヴィッツの公式(Riemann–Hurwitz formula)は、一方が他方の分岐被覆(ramified covering)となっているとき、2つの曲面のオイラー標数関係を記述した公式である。従って、この場合には、分岐と代数トポロジーを関連付ける。他にも多くの典型的な結果があるが、リーマン・フルヴィッツの公式はリーマン面（これが発生元である）や代数曲線の理論へ適用される。

## 公式の記述
向き付け可能な曲面 S に対し、オイラー標数 χ(S) は、
{\displaystyle 2-2g\,}
である。ここに、ベッチ数は 1, 2g, 1, 0, 0, ... であるので、g は種数（把手の数(number of handles)である。全射で次数が N の曲面の（不分岐な）被覆写像
{\displaystyle \pi :S'\to S}
の場合は、公式
{\displaystyle \chi (S')=N\cdot \chi (S)}
を得る。
オイラー標数が位相不変量(topological invariant)であるのでそのようにタイトルをつけたように、少なくとも、S の充分な三角化(triangulation)を使うと、S の各々の単体は、S' の中でちょうど N 個で被覆されねばならないからである。リーマン・フルヴィッツの公式の役目は、（シートが互いに出くわすような）分岐をもつことを可能とする修正を（オイラー標数の定義へ）加えたことにある。
ここで、S と S' をリーマン面とし、写像 π を複素解析的と仮定する。写像 π は S' の上の点 P で分岐(ramified)しているとは、P の近傍で解析的な座標が存在し π(P) は π が π(z) = zn とn > 1 の形をとるような場合を言う。この考えと同じ方法は、P の周りに小さな近傍 U が存在し、π(P) がちょうど U にひとつ前像を持つが、U の他の点の像は U の中にちょうど n 個の前像を持つということである。n のことを P での分岐指数(ramification index)と言い、eP で表す。S' のオイラー標数の計算では、π(P) 上で（すなわち、π(P) の逆像の中で） P のeP − 1 個のコピーが失われることに留意する。ここで、S と S' の三角化で、分岐している線での頂点、分岐点をそれぞれとり、これらを使いオイラー標数を計算する。すると S' は 0 とは異なる d 次元の面と同じ数を持つが、期待される頂点の数は少ない。従って、「正しい」公式は
{\displaystyle \chi (S')=N\cdot \chi (S)-\sum _{P\in S'}(e_{P}-1)}
であることが分かる（有限個の P を除いて eP = 1 なので、全く問題ない）。この公式は、リーマン・フルヴィッツの公式(Riemann–Hurwitz formula)、あるいはフルヴィッツの定理(Hurwitz's theorem)として知られている。

## 例
ヴァイエルシュトラスの {\displaystyle \wp }-函数は、リーマン球面(Riemann sphere)に値を持つ有理型函数と考えられ、楕円曲線（種数 1 ）からリーマン球面（種数 0 ）への写像である。この写像は二重被覆（N=2）であり、4つの点で分岐を持ち、分岐指数は e = 2 である。リーマン・フルヴィッツの公式は、P の 4つの値の上を渡る和として、
{\displaystyle 0=2\cdot 2-\Sigma \ 1}
となる。
また、超楕円曲線の種数の計算にもリーマン・フルヴィッツの公式を使うことができる。
別な例として、函数 zn はリーマン面から自分自身への写像を与え、n > 1 に対し、z = 0 で指数 n の分岐を持つ。その他には無限遠点だけで分岐することができる。等式
{\displaystyle 2=n\cdot 2-(n-1)-(e_{\infty }-1)}
を満たすには、無限遠点の分岐指数は n である必要がある。

## 結論
代数トポロジーと複素解析のいくつかの結果をもたらす。
最初に、低い種数の曲線から高い種数の曲線への不分岐被覆写像は存在しないので、低い種数の曲線から高い種数の曲線への非定数の有理型函数は存在しない。
他の例として、このことから直ちに、種数 0 の曲線はどこでも不分岐な N > 1 の被覆は持たないことが分かる。何故ならば、もし持つとしたらオイラー標数が > 2 となってしまうからである。

## 一般化
今日では、この公式は π が馴分岐と仮定しなくても成り立つ次のより一般的な公式
{\displaystyle K_{X}\sim \pi ^{*}K_{Y}+R}
の帰結と理解されている。ここで、{\displaystyle \sim } は線形同値を表し、{\displaystyle R=\sum _{P\in X}\operatorname {length} _{{\mathcal {O}}_{P}}(\Omega _{X/Y})P} は相対余接層の因子（共役差積）{\displaystyle \Omega _{X/Y}} である。

曲線の対応に対し、さらに一般的な公式であるツォィタンの定理(Zeuthen's theorem)があり、この定理はオイラー標数が対応の次数の逆非であるという第一番目の近似を分岐を紙した修正となっている。
軌道体(orbifold)の曲線 S と S' の間の次数 N の軌道体被覆は分岐被覆であり、リーマン・フルヴィッツ公式は、通常の被覆の公式
{\displaystyle \chi (S')=N\cdot \chi (S)}
を意味する。ここに {\displaystyle \chi } は軌道体のオイラー標数を表している。